# Klub des Loosers
Klub des Loosers est un groupe français de hip-hop. Formé en 2000, le groupe se compose initialement du leader et fondateur Fuzati, accompagné de DJ Orgasmic. Désormais, Fuzati représente seul le Klub des Loosers. D'autres membres ont participé au projet sans pour autant y rester de manière permanente comme James Delleck de Gravité Zéro, Teki Latex de TTC, Tacteel et Para One de FuckALoop. Fuzati met en avant dans ses chansons un mal-être profond, cependant tourné avec beaucoup d'ironie et d'autodérision.

## Histoire

### Formation et débuts
Le Klub des Loosers est formé en 1998 pour certaines sources, et en 2000 pour d'autres,. Il se compose en 2003 du rappeur Fuzati, et des disc jockeys Orgasmic et Detect.
En 2000, le groupe participe à L'hymne sur la mixtape L'antre de la folie, une chanson qui fera connaître Fuzati. Cette chanson marque également la naissance du Klub des Loosers. En février 2001, Teki Latex et Fuzati improvisent sur la mixtape Le beat, le flow, les mots. Le groupe participe ensuite à la première version de la chanson La Femme de Fer sur le maxi Gastro entérite publié le 23 décembre 2001,. En 2003, le groupe fait un featuring avec Maître Krapulashit pour le morceau Sans queue, ni tête sur la mixtape Le rap en 10 leçons. En janvier 2003, le Klub des Loosers publie le maxi Baise les gens. Le 21 janvier 2003, Fuzati et Tekilatex participent à la mixtape Dimension Psykedelik avec les morceaux Chacun cherche son chat et Expérience de groupe. La mixtape Le beat, le flow et les mots 2 est publiée le 24 février 2003 et contient la chanson Check ça sale pute !, collaboration entre le Klub des Loosers, TTC et 6000R. Certains voient en cette chanson une réponse au J't'emmerde de MC Jean Gab'1, et une sorte de suite à Dans le club de TTC[réf. nécessaire].
Le Klub des Loosers publie le maxi La Femme de fer le 9 septembre 2003. Le groupe devient, avec TTC et les Svinkels, le fer de lance de ce que la presse appellera le rap alternatif. Le groupe publie le maxi Sous le signe du V le 7 septembre 2004. Ils publient ensuite leur album Vive la vie le 15 novembre 2004, qui raconte l'histoire d'« un étudiant lourdingue-looser [qui] essaie vainement de pécho la plus belle fille de sa classe. » En 2005, Le Klub des Loosers s'unit à cinq autres MC (Gérard Baste du groupe Svinkels, James Delleck et le Jouage, membres du collectif Gravité Zéro, ainsi que Cyanure et Freddy K membres d'ATK) pour fonder Le Klub des 7. Le groupe publie son album éponyme le 26 mai 2006 au label Vicious Circle Records.

### La Fin de l'espèce
En septembre 2011, Fuzati et Detect donnent une interview au site abcdrduson.com durant laquelle ils annoncent la date de sortie et le titre du prochain véritable album du Klub des Loosers. Il s'intitulera La Fin de l'espèce et sortira sur son propre label. On y apprend également qu'il compte sortir de nouveaux albums de production musicale et de mixs à l'instar des broadcasts sessions et de Spring Tales.
Le Klub des Loosers publie leur deuxième album La Fin de l'espèce, le 5 mars 2012. Lors d'une interview accordée au site The Banker's House, le DJ du Klub des loosers, Detect, a déclaré qu'un nouvel album était en production : « Y'a aussi un nouvel album Klub des loosers en route. Il est écrit et quasi-fini. Ça devrait sortir dans le courant de l’année. On fera sans doute une tournée, et on passera surement par Lyon. » En août 2012, lors d'une interview sur le site Noisy Colours, on apprend que le prochain projet de Fuzati ne s'inscrira pas dans la trilogie composée pour l'instant de Vive la vie et La Fin de l'espèce.

### Last Days
La sortie de leur album intitulé Last Days et sous-titré Soundtrack for an Imaginary Movie est annoncée en mars 2013 au travers d'un communiqué de Fuzati initialement rédigé en anglais.

« Au début de l'année 2006, j'ai réalisé que j'aurais du mal à continuer de créer de la musique afin d'en vivre comme je l'avais projeté. J'ai donc trouvé un job de jour, et décidé de composer la nuit et les week-ends. Au début, c'était difficile. Une fois à la maison après huit heures de travail et deux heures de transport, j'étais la plupart du temps trop fatigué pour allumer mes machines. Inquiet de voir que mon temps était de moins en moins dédié à la musique, j'ai développé une sorte d'obsession : créer chaque soir un nouveau morceau. Chaque nuit j'enregistrais frénétiquement, en buvant trop d'alcool et en abusant de différentes "substances". J'ai tenu ce rythme pendant deux ans avant de commencer à souffrir de réels problèmes cardiaques. Last Days est l'un des albums que j'ai enregistrés pendant cette période de travail intensif. Cet album est aussi un de ceux qui m'est le plus cher. Probablement car il est largement inspiré de ma propre vie. »

L'album, qui est un album instrumental, est publié le 13 mai 2013. Son concept est expliqué (là encore en anglais) dans la pochette de l'album : « Lors d'une nuit orageuse, un homme arrive dans un hôtel, le visage masqué. Il semble avoir vécu un terrible traumatisme. L'homme reste à l'hôtel pour quelques semaines. Il s'est fait livrer du matériel musical et commence à travailler sans relâche. Complètement obsédé par son travail, l'homme refuse toute visite en dehors de celles de son docteur et de la jeune maîtresse d'hôtel, de qui il tombe rapidement amoureux. Accro à la drogue, sa santé commence à lâcher. Et pourtant il continue à travailler. Jusqu'au résultat ultime. »[réf. nécessaire] L'album s'articule ainsi autour de 20 pistes instrumentales constituées de boucles (que Fuzati n'a pas seulement samplé mais aussi parfois composé et joué) et parsemées de dialogues audios à la manière d'un film qui développent l'histoire.

### Le Chat et autres histoires
Le 20 avril 2017, le Klub annonce sur sa page Facebook la sortie d'un nouvel album. Le 4 septembre 2017, Libération publie un article donnant le nom du nouvel album, Le Chat et autres histoires, qui sortira finalement le 13 octobre 2017, et annonce la participation de Jérémie Orsel du groupe Dorian Pimpernel, et de Xavier Boyer de Tahiti 80 pour sa composition. L'album sortira sous le label Ombrage éditions. L'album ne comporte plus de samples et les morceaux sont désormais tous des compositions de Fuzati.

### Vanité
Dans un entretien accordé à L'Obs, publié en novembre 2019, Fuzati annonce le quatrième album studio du Klub des Loosers pour le printemps 2020.
Après deux clips publiés sur YouTube, Champion le 5 mars 2020 et Battre le 30 avril 2020, l'album, intitulé Vanité, sort le 18 septembre 2020.

## Membres

### Membres actuels
- Fuzati — chant, samples, production (depuis 2000)

### Anciens membres
- Orgasmic – platines (2000–2003)
- Detect – platines (2003–2013)

Sur scène
- Benjamin Kerber — guitare (2015-2018)
- Hadrien Grange — batterie (2015-2018)
- Harry Allouche  — clavier (2015–2016)
- Jan Stumke — clavier (2016-2018)
- Victor Tamburini — basse (2015)
- Julien Gasc — basse (2015–2016)
- Steffen Charron — basse (2016-2018)